# 신시내티/노던켄터키 국제공항

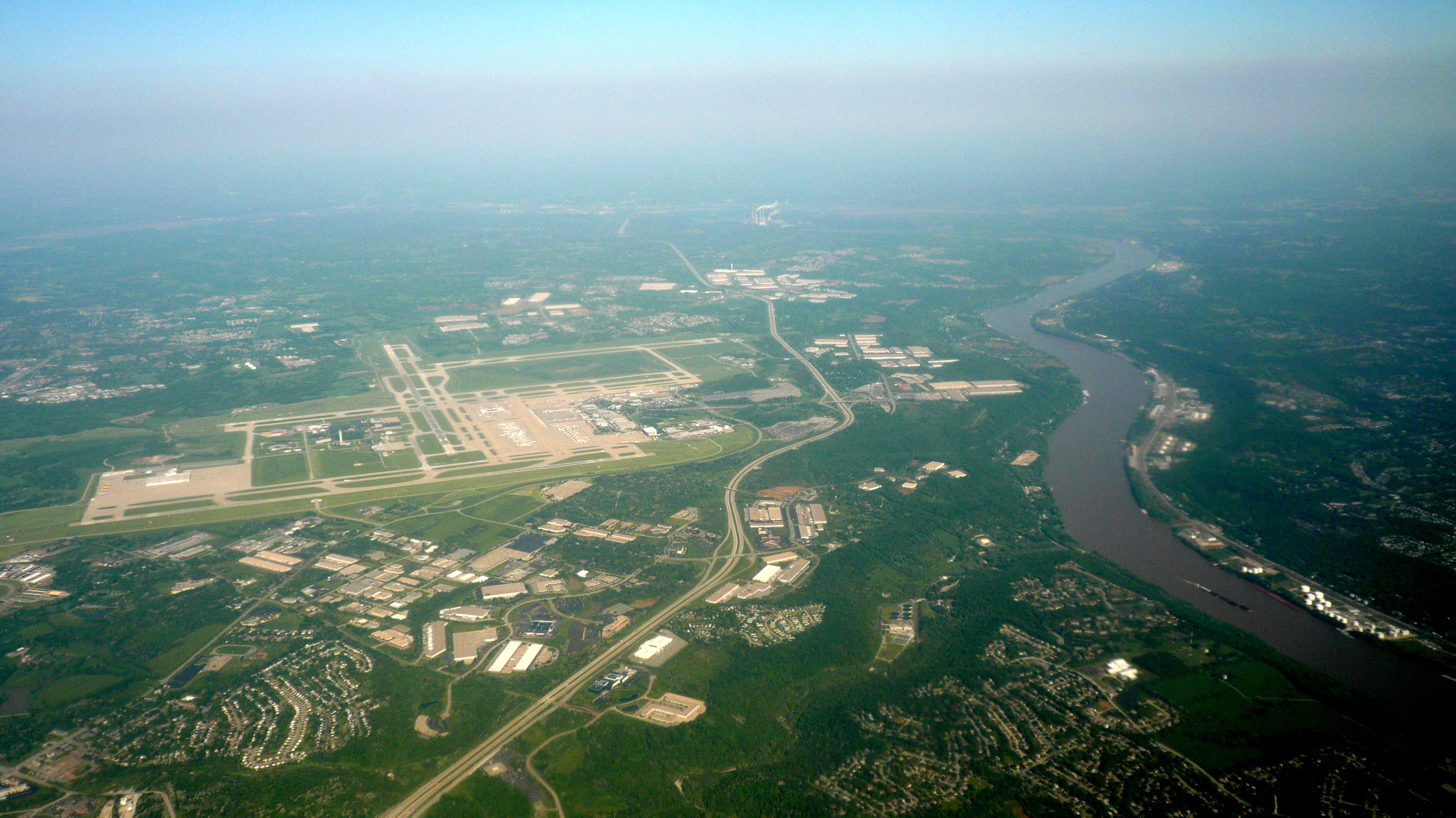

신시내티/노던켄터키 국제공항(Cincinnati/Northern Kentucky International Airport, IATA: CVG, ICAO: KCVG, FAA LID: CVG)은 미국 켄터키주 히브런에 위치한 국제공항이다. 면적은 3,100헥타르이다.
현재 북아메리카와 유럽의 50개 이상의 지역으로 직항편을 승객에게 제공한다. 이 공항은 아마존 에어, 아틀라스 항공, ABX 에어, 칼리타 에어, DHL 항공의 글로벌 허브이다.